# صرار (جنس)
صرار أو أكتيا (الاسم العلمي: Acheta)، جنس حشرات من صراصير الحقل في فصيلة الجداجد الحقيقية. من أبرز أنواعها صرصور الحقل الأليف.